# CYP26A1
CYP26A1‏ (Cytochrome P450 family 26 subfamily A member 1) هوَ بروتين يُشَفر بواسطة جين CYP26A1 في الإنسان.